# Mbabane
Mbabane je administrativno glavno mesto kraljevine Esvatini v Južni Afriki s približno 69.000 prebivalci (po popisu leta 2007). Je tudi glavno mesto okraja Hhohho, v katerem se nahaja, gospodarsko pa je pomembnejše bližnje mesto Manzini, ki je nekoliko večje. Mbabane si deli vlogo glavnega mesta s tradicionalno prestolnico Lobamba, kjer sta sedež parlamenta in kraljeva rezidenca. Leži v goratem območju na zahodu države, na nadmorski višini prek 1200 m.
Naselje so ustanovili Britanci po koncu druge burske vojne za kolonialno administracijo, leta 1903 je postalo glavno mesto kolonije Esvatini. Do konca druge svetovne vojne je bilo majhno mestece z nekaj tisoč prebivalci, saj je večina ljudi kmetovala v okolici ali hodila na delo v južnoafriške rudnike, poleg tega se črnci niso smeli naseljevati v bližini Evropejcev. Po letu 1945 je pričelo hitreje rasti na račun tujih investicij v industrijo in prometno infrastrukturo, postalo pa je tudi pomembna lokalna postaja na železniški povezavi med rudarskim območjem Transvaal v Južni Afriki in pristaniščem v Maputu v sosednjem Mozambiku. Konec 20. stoletja je bilo največje naselje v Esvatiniju. Gospodarstvo temelji na lahki industriji, transportu in trgovanju s kmetijskimi pridelki ter lesom iz okolice.

## Mednarodne povezave
Mbabane ima uradne povezave z naslednjimi mesti (pobratena ali sestrska mesta oz. mesta-dvojčki):
- Fort Worth, ZDA[4]
- Tajpej, Tajvan[5]
- Mersing, Malezija
- Melilla, Španija